# Carrapateira (Portugal)
Pour les articles homonymes, voir Carrapateira.
Carrapateira est un village situé sur la côte ouest du Portugal dans la région de l'Algarve. Administrativement, le village est situé dans la freguesia (ie paroisse civile) de Bordeira (pt) dans la municipalité d'Aljezur.

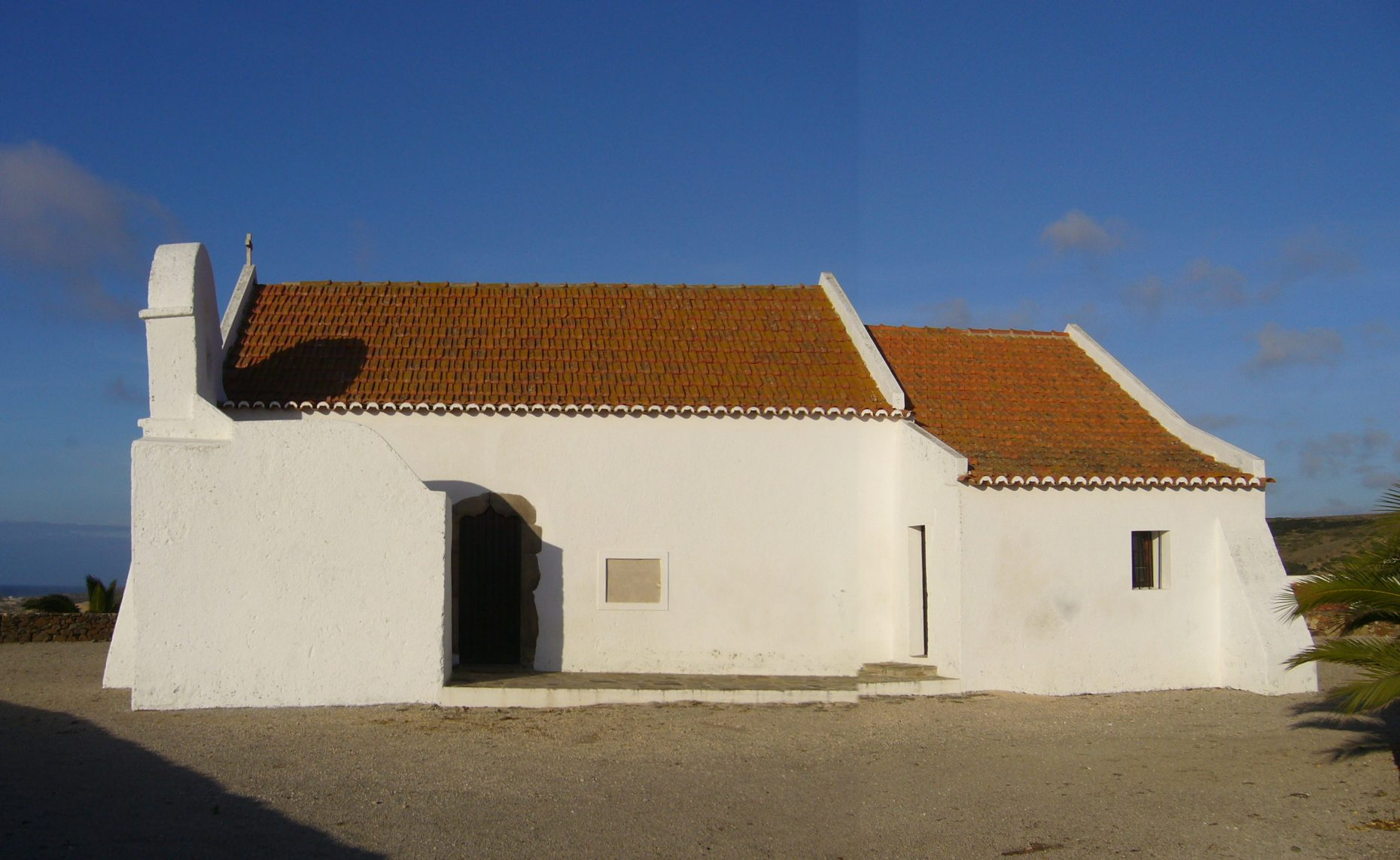
église de Carrapateira

.